# (73774) 1994 PH19
(73774) 1994 PH19 – planetoida z pasa głównego asteroid okrążająca Słońce w ciągu 3,86 lat w średniej odległości 2,46 j.a. Odkryta 12 sierpnia 1994 roku.